# Мен, Альбер де
граф Альбер де Мен (1841—1914) — французский политический деятель.

## Биография
Правнук философа Гельвеция. Поступил на военную службу и состоял при парижском губернаторе (участвовал в подавлении Парижской коммуны), в то же время занимался ультрамонтанской агитацией и основывал католические союзы рабочих. Вследствие протестов либералов против подобной деятельности офицера, Мен в 1875 году вышел в отставку и при поддержке духовенства в 1876 году был выбран депутатом.
Со своими клерикальными воззрениями Мен соединял монархические. Образовать чисто клерикальную партию в палате ему не удалось, тем более что и папа не сочувствовал этому. За исключением перерыва в 1879—1881 годах, Мен постоянно состоял депутатом и стойко боролся с антиклерикальными законопроектами республиканцев. В то же время он руководил ультрамонтанской агитацией среди народа, стремясь к восстановлению прав церкви и к социальным реформам в церковном смысле.
В начале 1892 году Мен, вместе с депутатами различных правых фракций, основал лигу политической и социальной пропаганды, находящуюся под покровительством Св. престола и стремящуюся «видоизменить избирательные собрания нации, с целью дать перевес католикам». Речи Мена появились в двух сборниках: «Questions sociales» и «Discours politiques» (Paris, 1888).
В 1901 году Мен вместе с юристом и политиком Жаком Пью основал правоцентристскую партию Народно-либеральное действие.